# 敵か?味方か?3対3
『敵か? 味方か?3対3』（てきかみかたかさんたいさん）は、1978年5月25日から同年7月6日までテレビ朝日においてナショナルゴールデン劇場枠で放映されていたテレビドラマ。全7話。

## 概要
それぞれに配偶者を亡くした男女（森光子と大坂志郎）が再婚して同居することになった。男女にはそれぞれ10代から30代の息子と娘が3人ずつ。
さて、この家庭、仲良く暮らしていけるのだろうか？
結局、次男と次女は恋仲になり、長男、長女もまたくっついてハッピーエンドとなる。
なお、この作品で薬師丸ひろ子が本名の博子名で芸能界にデビューし、三女を演じている。

## 出演
- 飯島妙子（再婚する妻：主演）:森光子
千春、冬海、夏子の母。旧姓は松井（千春、冬海、夏子も同じく）。茶道教師を務めている。
- 飯島昌二（夫側の次男）:三浦友和
自動車のセールスマンを務めている。車、スキーなどレジャー方面で多趣味。やがて千春との仲が発展していくことに。
- 飯島夏子（妻側の三女）:薬師丸博子（薬師丸ひろ子）
高校生。千春と冬海を足して2で割ったような性格。好奇心旺盛でちゃっかりしている。
- 飯島冬海（妻側の長女）:松原智恵子
長く電話交換手を務めている。しっとりと落ち付いたような、典型的な日本女性のタイプ。
- 飯島千春（妻側の次女：共演）:水沢アキ
旅行代理店勤務。姉妹の中で一番積極的で、威勢良く啖呵を切ることも。
- 飯島玄三（夫側の三男）:野上祐二
大学生。アメリカンフットボールの選手であり、体格はがっしりしているが、学業面では成績があまり良くない。
- 昌子（千春の友人）:坪田直子
- 笠松（千春の会社の同僚）:二瓶正也
- 礼子（事務員）：榊千代恵
- 飯島家のばあや:千石規子
- 飯島信太郎（再婚する夫）:大坂志郎
貞一、昌二、玄三の父で会社の部長。気が弱い一面があるが、基本は素直で優しい。
- 飯島貞一（夫側の長男）:山城新伍
商事会社勤務。冬海のようにおっとりしている。30歳過ぎているが独身。

（出典：）

## スタッフ
- プロデューサー:木村幹
- 脚本:松木ひろし
- 音楽:いずみたく
- 演出:山内和郎

## サブタイトル
1. 戦闘開始! ラブ作戦 （1978年5月25日）
2. 一時休戦 結婚式 （1978年6月1日）
3. 大混戦アップアップ （1978年6月8日）
4. 孤軍奮闘ピンチピンチ （1978年6月15日）
5. 危機一髪! SOS （1978年6月22日）
6. OH! 大逆転! （1978年6月29日）
7. 遂に成功! ラブ作戦 （1978年7月6日）

## 備考
- 演技経験の無かった薬師丸は、映画『野性の証明』の撮影の前に本作でドラマ・デビューし演技経験を積んだ[3]。ドラマの後半の撮影と映画が重なり忙しい日々を過ごした[3]。